# Pałac w Szarocinie
Pałac w Szarocinie – zabytkowy dwór wybudowany w XVIII w. w Szarocinie.

## Położenie
Pałac położony jest w Szarocinie – wsi w Polsce, w województwie dolnośląskim, w powiecie kamiennogórskim, w gminie Kamienna Góra nad Świdnikiem.

## Historia
Dwupiętrowy obiekt, kryty dachem czterospadowym jest częścią zespołu pałacowego, w skład którego wchodzi jeszcze park.